# Душан М. Берић
Душан М. Берић (Трново, 7. јануар 1948 — Нови Сад, 29. април 2023) био је српски историчар и универзитетски професор.

## Биографија
Душан Берић је рођен у Трнову, у општини Мркоњић Град. Дипломирао је на Филозофском факултету у Новом Саду на групи за историју 1971. године. Одбранио је магистарску тезу из националне историје 1976. године на београдском Филозофском факултету. Докторску дисертацију је одбранио из области историје Балкана на Филозофском факултету у Сарајеву 1990. године.
Радио је на филозофском факултету у Новом Саду од 1991. године. Учествовао је од 1996. до 2000. године на научно истраживачком раду о историји Срба коју је организовао новосадски факултет. На филозофском факултету у Косовској Митровици радио је од 2010. године где је на основним студијама предавао општу историју Новог века, а на мастеру поред опште историје Новог века предаје и националну историју од 1800 до 1918. године.
Од 2004. године ради на књизи Мађаризација која представља научни пројекат од међународног значаја, као и на изради ланаца студија о Старој Србији, као и односу Великих сила према овој области.
Преминуо је 29. априла 2023. године у Новом Саду.

## Одабрана библиографија
- Берић, Душан М. (1976). „Илија Гарашанин и хрватска политика у доба револуције 1848-1849. год.”. Историјски часопис. 23: 73—88.
- Берић, Душан М. (1984). Славонска војна граница у револуцији 1848-1849. Загреб: Просвјета.
- Берић, Душан М. (1994). Устанак у Херцеговини 1852-1862 (1. изд.). Београд: САНУ.
  - Берић, Душан М. (2007) [1994]. Устанак у Херцеговини 1852-1862 (2. изд.). Билећа-Гацко: Просвјета.
- Берић, Душан М. (2000). Српско питање и политика Аустроугарске и Русије (1848-1878). Београд: Гутенбергова галаксија.
- Берић, Душан М. (2001). „Срби у Мостару и његовој околини 1440-1918”. Срби у Мостару: Расправе и огледи. Београд: Свет књиге. стр. 81—244.
- Берић, Душан М. (2005). Хрватско праваштво и Срби. 1. Нови Сад: Orpheus.
- Берић, Душан М. (2005). Хрватско праваштво и Срби. 2. Нови Сад: Orpheus.
- Берић, Душан М. (2008). „Митрополит Михаило и Аустроугарска 1875–1880”. Живот и дело митрополита Михаила (1826-1898). Београд: САНУ. стр. 187—203.
- Берић, Душан М. (2013). Државно право Краљевине Угарске: Прекиди и континуитет. Косовска Митровица: Филозофски факултет.
- Берић, Душан М. (2018). „Средњовековни почеци мађаризације”. Глас САНУ. 428 (18): 189—208.